# Keirrison
Keirrison de Souza Carneiro (Dourados, 3 dicembre 1988) è un ex calciatore brasiliano, di ruolo attaccante.
Il suo nome è in onore di Jim Morrison e Keith Richards, di cui suo padre era appassionato.
È soprannominato K9.

## Caratteristiche tecniche
Attaccante d'area di rigore, dotato di grande bagaglio tecnico e mobilità, abile a trovare la porta con entrambi i piedi.

## Carriera
È stato promosso in prima squadra nel Coritiba nel 2007, aiutando il club a vincere il Campeonato Brasileiro Série B e facendolo promuovere al Campeonato Brasileiro Série A per l'anno successivo. In quella competizione è stato il più prolifico giocatore del club con 12 marcature. Nel 2008 è stato il capocannoniere del Campionato Paranaense, con 18 reti. Ha esordito nella massima serie l'11 maggio 2008 in Coritiba-Palmeiras (2-0).

### Barcellona
Il 23 luglio 2009 si trasferisce al Barcellona, con un contratto fino al 2014, per una cifra di 14 milioni di euro, più due milioni in base ai risultati personali del calciatore.

### Vari prestiti
La squadra spagnola decide pochi giorni dopo di girarlo in prestito ai portoghesi del Benfica. In Portogallo non riesce però a giocare con continuità.
Il 1º febbraio 2010 viene prelevato in prestito biennale dalla Fiorentina, con diritto di riscatto fissato a 14 milioni di euro.
Debutta in maglia viola negli ultimi minuti della partita Fiorentina-Roma del 7 febbraio 2010, persa per 1-0 dai padroni di casa. Il 27 febbraio, segna il suo primo gol in Serie A allo Stadio Olimpico contro la Lazio (1-1), al 92º minuto, portando al pareggio la sua squadra. Il 10 aprile, nell'anticipo serale Fiorentina-Inter, finita poi 2-2, gioca la sua prima partita da titolare con la maglia viola, e segna il gol del momentaneo vantaggio per 1-0. Il 10 luglio 2010 la società viola annuncia la rescissione consensuale del prestito prima della naturale scadenza. . Il 12 luglio viene annunciato il suo passaggio in prestito dal Barcellona al Santos.
Ritorna a Barcellona nel luglio 2011 ma viene subito prestato ai brasiliani del Cruzeiro fino al 31 dicembre. Con la squadra mineira totalizza otto presenze nel campionato brasiliano segnando un solo gol.

### Coritiba
A marzo 2012 ha deciso di tornare con un prestito biennale al Coritiba, squadra in cui era cresciuto ed esploso fino a meritarsi le attenzioni del Barcellona. Alla fine della stagione 2013-2014, viene riscattato dal club brasiliano.

### Buriram United
Il 18 gennaio 2016, Keirrison è volato in Thailandia per firmare un contratto per il Buriram United. Tuttavia, entrambe le parti non sono riuscite a mettersi d'accordo economicamente e quindi il trasferimento è saltato.

### Londrina
Il 10 marzo 2016, sarà acquistato dal Londrina, dove totalizzerà in una stagione 27 presenze, timbrando 7 volte.

### Arouca
Il 12 gennaio 2017, il calciatore brasiliano viene acquistato dall'Arouca, nella Primeira Liga portoghese. Per il brasiliano saranno 7 mesi opachi, scendendo in campo solamente in due occasioni.

### Ritorno al Coritiba
Il 12 luglio 2017, dopo aver rescisso consensualmente con l'Arouca, torna al Coritiba a parametro zero. L'attaccante brasiliano, anche in questa occasione, non riuscirà ad incidere più di tanto, a causa dei suoi continui problemi fisici.

### Ritorno in prestito al Londrina
Il 2 gennaio 2018, tornerà al Londrina in prestito annuale. In un anno, il giocatore avrà l'opportunità di scendere in campo per sole 3 volte, di nuovo, a causa del suo stato di forma sempre più in calo.
Il 1⁰ gennaio 2019, il suo contratto con il Coritiba sarà rescisso dopo la fine del prestito, rimanendo svincolato.

### CSA
Il 14 giugno 2019, Keirrison si accasa al CSA. Tuttavia, il giocatore non viene ritenuto idoneo a causa della sua forma fisica carente, e quindi il club decide di rescindere il suo contratto dopo appena 12 giorni dalla firma.

### Nuova esperienza negli Stati Uniti
Il 26 ottobre 2020, dopo quasi un anno di inattività, sarà acquistato a parametro zero dal Palm Beach Stars, squadra neonata delle serie minori degli Stati Uniti.

## Statistiche

### Presenze e reti nei club
Statistiche aggiornate al 29 ottobre 2011.
| Stagione        | Squadra         | Campionato      | Campionato | Campionato | Coppe nazionali | Coppe nazionali | Coppe nazionali | Coppe continentali | Coppe continentali | Coppe continentali | Altre coppe | Altre coppe | Altre coppe | Totale | Totale |
| Stagione        | Squadra         | Comp            | Pres       | Reti       | Comp            | Pres            | Reti            | Comp               | Pres               | Reti               | Comp        | Pres        | Reti        | Pres   | Reti   |
| --------------- | --------------- | --------------- | ---------- | ---------- | --------------- | --------------- | --------------- | ------------------ | ------------------ | ------------------ | ----------- | ----------- | ----------- | ------ | ------ |
| 2009            | Palmeiras       | A1/SP+A         | 16+7       | 13+5       | -               | -               | -               | CL                 | 12                 | 6                  | -           | -           | -           | 35     | 24     |
| 2009-gen. 2010  | Benfica         | PL              | 5          | 0          | CP+CdL          | 1+0             | 0               | UEL                | 1                  | 0                  | -           | -           | -           | 7      | 0      |
| gen.-giu. 2010  | Fiorentina      | A               | 10         | 2          | CI              | 1               | 0               | UCL                | 1                  | 0                  | -           | -           | -           | 12     | 2      |
| 2010            | Santos          | A1/SP+A         | 0+11       | 3          | CB              | 0               | 0               | CS                 | 0                  | 0                  | -           | -           | -           | 11     | 3      |
| gen.-giu. 2011  | Santos          | A1/SP+A         | 14+2       | 6+1        | -               | -               | -               | CL                 | 4                  | 0                  | Cmc         | -           | -           | 20     | 7      |
| Totale Santos   | Totale Santos   | Totale Santos   | 14+13      | 6+4        |                 | 0               | 0               |                    | 4                  | 0                  |             | -           | -           | 31     | 10     |
| 2011            | Cruzeiro        | M1/MG+A         | 0+8        | 1          | -               | -               | -               | CL                 | -                  | -                  | -           | -           | -           | 8      | 1      |
| Totale carriera | Totale carriera | Totale carriera | 73         | 31         |                 | 2               | 0               |                    | 18                 | 6                  |             | -           | -           | 93     | 37     |

## Palmarès

### Club

#### Competizioni statali
- Campionato Paranaense: 1

Coritiba: 2008
- Campionato paulista: 1

Santos: 2011

#### Competizioni nazionali
- Campionato brasiliano di seconda divisione: 1

Coritiba: 2007

#### Competizioni internazionali
- Coppa Libertadores: 1

Santos: 2011

### Individuale
- Capocannoniere del Campionato brasiliano: 1

2008 (21 gol, condiviso con Kléber Pereira e Washington)